# Gustav von Neumann-Cosel
Pour les articles homonymes, voir Neumann.
Ferdinand Otto Gustav von Neumann (-Cosel) (né le 2 janvier 1819 à Potsdam et mort le 13 octobre 1879 à Berlin) est un lieutenant général prussien.

## Biographie

### Origine
Issu de la famille noble de Prusse-Orientale Neumann-Cosel (de), il est le fils du général d'infanterie prussien August Wilhelm von Neumann (1786-1865) et d'Amalie von Dresky (1788-1859).

### Carrière militaire
Issu du corps des cadets, Neumann est affecté le 18 août 1836 comme sous-lieutenant au 2e régiment à pied de la Garde de l'armée prussienne. Au cours de sa carrière militaire, il est lieutenant-colonel du 30 octobre 1866 au 6 juillet 1868 et commande le 38e régiment de fusiliers. Promu entre-temps colonel le 31 décembre 1866 avec le brevet du 30 octobre 1866, Neumann est ensuite nommé commandant du 4e régiment à pied de la Garde. Il dirige ce régiment au début de la guerre franco-prussienne de 1870/71. Neumann est grièvement blessé lors de la bataille de Saint-Privat. Après sa convalescence, il participe au siège de Paris.
Après la fin de la guerre, Neumann est chargé, sous position à la suite de son régiment, de diriger la 55e brigade d'infanterie le 3 juin 1871, est nommé commandant peu après et promu au grade de Generalmajor le 18 août 1871. Le 13 février 1874, il quitte la brigade et est nommé commandant de Berlin. Parallèlement, Neumann est chargé, à partir du 16 novembre 1875, des affaires du chef de la gendarmerie d'État. Promu lieutenant-général le 22 mars 1877, il est mis à disposition avec pension le 2 novembre 1878.

### Famille

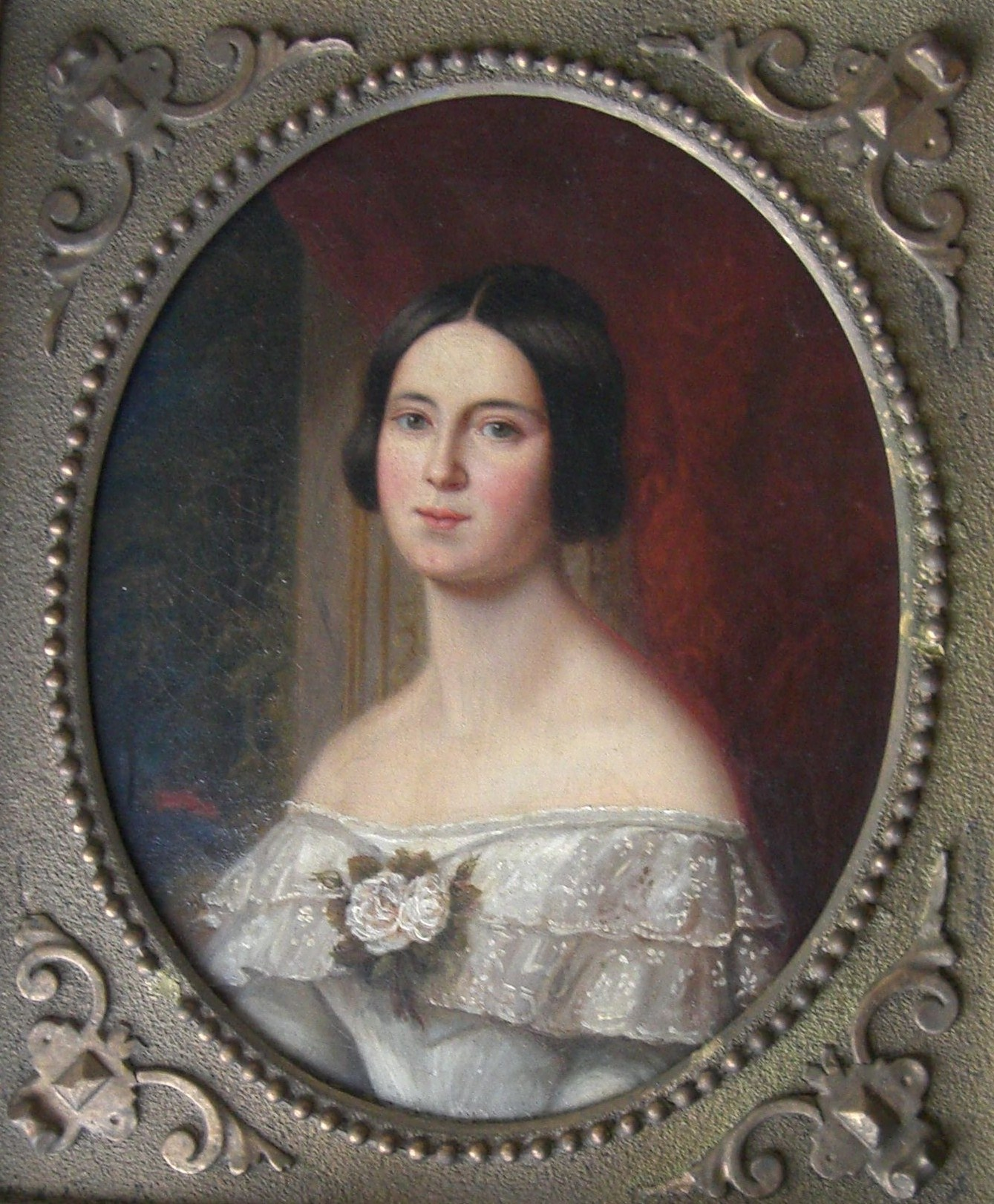
Wanda von Neumann-Cosel, née von Schlemüller

Neumann se marie le 24 octobre 1845 à Berlin avec Wanda von Schlemüller (née le 24 septembre 1824 à Potsdam et morte le 6 août 1902 à Leistenow). Ce n'est qu'après sa mort que ses fils Friedrich (1851-1917) et Gustav von Neumann (de) (1861-1917) reçoivent l'approbation prussienne officielle pour utiliser le nom de famille "von Neumann-Cosel", Friedrich le 15 novembre 1880 et Gustav le 26 janvier 1881.